# Абегян Мгер Манукович
Мгер (Мегер) Манукович Абегян (26 січня 1909, Вагаршапат — 1994) — вірменський живописець та графік, народний художник Вірменської РСР (1960).

## Біографія
- 1922–1927 — навчався в Єреванському художньо-промисловому технікумі у С. Агаджаняна і С. Аракеляна.
- 1927–1930 — навчався в московському ВХУТЕІНі.
- 1930–1931 — навчався в Ленінградській Академії мистецтв, основний учитель — С. В. Герасимов.

Автор ліричних пейзажів, барвистих натюрмортів, а також портретів та пейзажно-жанрових картин, численних станкових графічних пейзажів (малюнки, акварелі, офорти, ліногравюри), пройнятих тонким настроєм.
Малюнки, присвячені революційним подіям в Закавказзі, а також серія офортів на теми подій Великої Вітчизняної війни.
Нагороджений двома орденами, а також медалями.

## Твори
- «На острові Севан» (1956),
- «Портрет академіка В. М. Касьяна» (1976),
- «Полудень» (1956),
- «Поля Бюракана» (1957),
- «Колискова пісня» (1959) — всі в Картинній галереї Вірменії, Єреван;
- «Літо» (1959, Третьяковська галерея).